# Christoph Maximilian von Griesinger
Christoph Maximilian Griesinger, ab 1812 von Griesinger, (* 25. November 1763 in Leonberg; † 4. Juli 1831 in Stuttgart) war ein württembergischer Oberamtmann.

## Leben und Beruf
Christoph Maximilian Griesinger war der Sohn eines Regierungsrats und Stadtoberamtmanns. Von 1781 bis 1785 studierte er Rechtswissenschaften in Tübingen. Von 1785 bis 1796 war er Kanzleiadvokat. 1796 wurde er Amtsverweser. Seine erste Oberamtmannstelle trat er 1798 beim Oberamt Leonberg an. Von 1810 bis 1814 leitete er das Oberamt Urach und von 1814 bis 1831 das Amtsoberamt Stuttgart mit dem Charakter eines Regierungsrats. 

## Ehrungen, Nobilitierung
Christoph Maximilian Griesinger wurde 1812 mit dem Ritterkreuz des Württembergischen Zivilverdienstordens ausgezeichnet, welches mit dem persönlichen Adelstitel (Nobilitierung) verbunden war.